# キム・トーラ
ジョアキム・"キム"・トーラ・イ・プラ（Joaquim "Quim" Torra i Pla、1962年12月28日 - ）は、スペインの弁護士・編集者・政治家。ジローナ県ブラナス出身。バルセロナ自治大学出身。2018年1月17日からカタルーニャ州議会議員を、同年5月18日からカタルーニャ州首相を務めた。
トーラはカタルーニャの独立を支持しており、オムニウム・クルトゥラルやカタルーニャ国民会議(ANC)などの独立運動団体で執行委員を務めた。2017年12月21日に行われた2017年カタルーニャ自治州議会選挙に、ジュンツ・パル・カタルーニャの選挙連合の一員として出馬して当選した。2018年5月18日にはカタルーニャ州首相に就任した。

## 経歴
1962年12月28日、カタルーニャ地方のジローナ県ブラナスに生まれた。4人兄弟（男3人と女1人）の3番目である。トーラ家はもともとジローナ県サンタ・クローマ・ダ・ファルネルスに住んでいたが、トーラの父親はエンジニアとしてフィブラス・アルティフィシアレス株式会社(SAFA)の工場で働くためにブラナスにやってきた。キム・トーラが生まれた後、父親がSAFAの管理職となったことでトーラ家はバルセロナに転居している。
トーラはバルセロナの聖イグナシオ学院を卒業した。1980年にバルセロナ自治大学に入学し、法学の学位を得て1985年に卒業した。トーラの両親は後にサンタ・クローマ・ダ・ファルネルスに戻り、父親はそこで1991年に自治体議会議員となった。寡婦となったトーラの祖母がまだそこに住んでいたのだった。

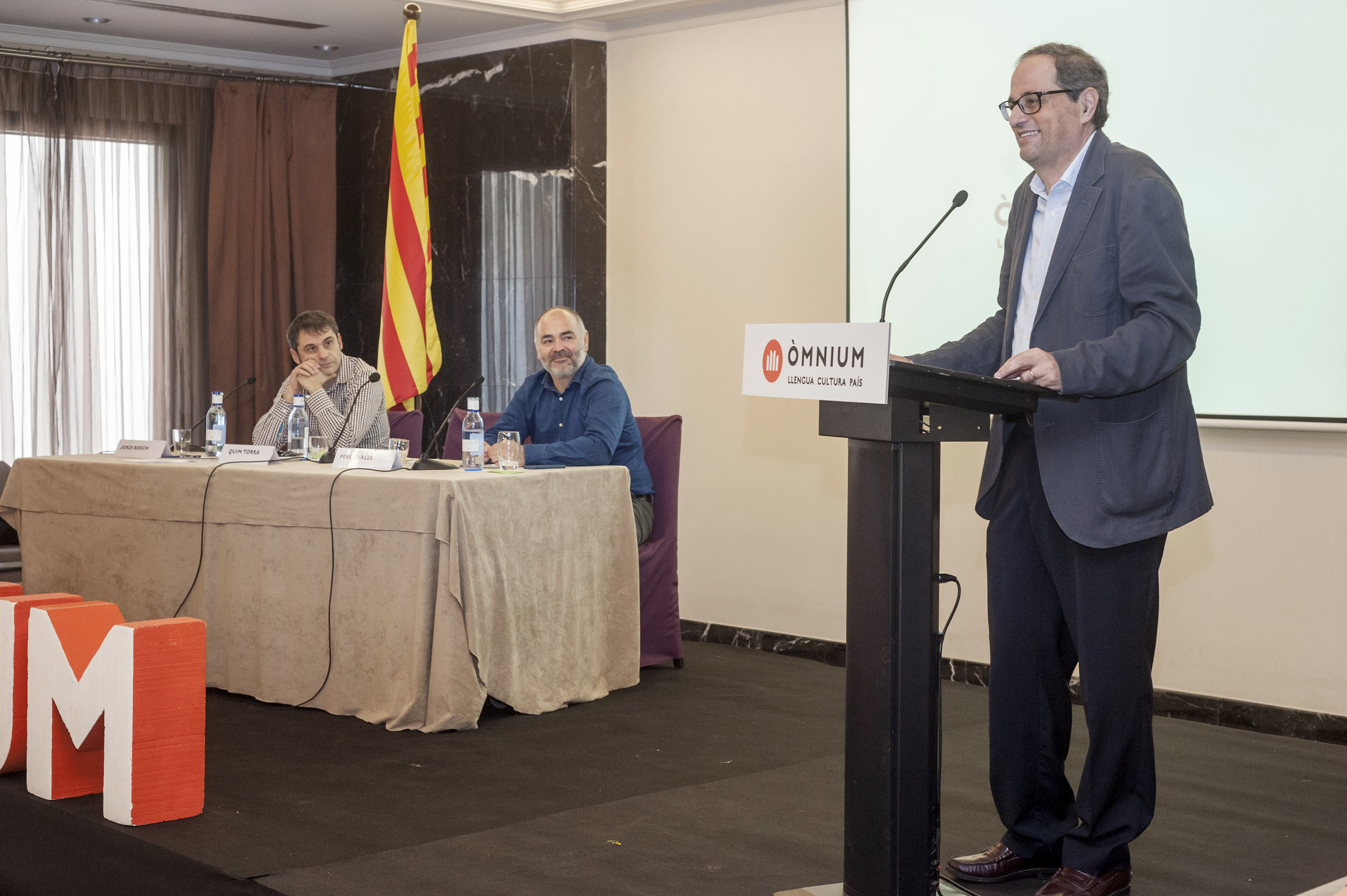
オムニウム・クルトゥラルの総会で演説するトーラ

大学卒業後には多国籍保険会社で約20年間にわたって弁護士と役員を務めた後、自身の出版社を立ち上げた。バルセロナ市とジャナラリター・ダ・カタルーニャ（カタルーニャ州政府）でも上級職に就いていた。教員の妻との間に娘2人と息子1人がいる。
2010年から2011年まで、トーラはカタルーニャ独立運動組織のソブラニア・イ・フスティシアの代表を務め、2012年にはカタルーニャ国民会議(ANC)の理事会のメンバーを務めた。2011年、トーラと弁護士のジョルディ・コルタダは欧州人権裁判所に対して、スペイン憲法裁判所によるカタルーニャ自治憲章の改定を不当として訴訟を起こした。
2013年から2015年まで、トーラはカタルーニャ独立運動組織のオムニウム・クルトゥラルとカタルーニャ国民会議の副代表を務めた。2015年にはオムニウム・クルトゥラルのムリエル・カサルス・イ・コウトゥリエル代表が2015年カタルーニャ自治州議会選挙に出馬したため、同年7月から12月までトーラが代表の座にあり、12月にジョルディ・クイシャルトに引き継いだ。

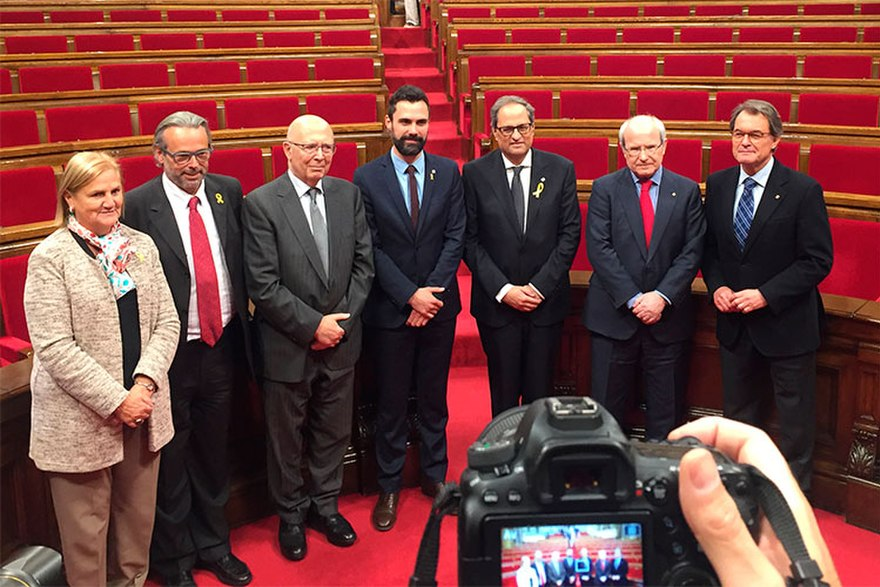
カタルーニャ州首相選出後のトーラ

2017年12月21日に行われた2017年カタルーニャ自治州議会選挙には、ジュンツ・パル・カタルーニャの選挙連合の一員として無所属で立候補し、バルセロナ県選挙区から出馬して当選した。この選挙では独立賛成派が過半数の議席を獲得したが、独立賛成派によるカタルーニャ州首相の擁立の試みは、カルラス・プッチダモン、ジョルディ・サンチェス、ジョルディ・トゥルイの3人とも失敗した。
2018年5月には「プランD」としてトーラがカタルーニャ州首相の候補者となった。5月12日に行われた第1回首相指名投票では絶対過半数（68票）を下回る66票しか獲得できなかったものの、単純な過半数でよい5月14日の第2回首相指名投票では反対65票に対して66票を獲得し、カタルーニャ州首相に就任することが決定した。5月17日に就任式が行われた。6月2日には閣僚名簿が中央政府に承認され、カタルーニャ州は自治権を回復した。
2019年4月スペイン議会総選挙の直前、中央選挙管理委員会は、カタルーニャ自治政府庁舎などにあるカタルーニャの独立を支持する旗や、当局に身柄を拘束されている独立運動家の身柄解放を訴える横断幕などを撤去するよう命じたが、トーラは表現の自由として従わなかったため訴追された。同年12月19日、カタルーニャの裁判所はトーラに対して1年半の公職追放の判決を言い渡しトーラは控訴。2020年1月3日、中央選挙管理委員会はトーラより州議会議員の地位を剥奪することを決定。その場合、自治政府首相である資格を失うことなり、トーラは決定を拒否した。9月28日、スペイン最高裁はトーラが中央選挙管理委員会の決定に従わなかったとして1年6カ月の公職追放、3万ユーロの罰金などを含む有罪判決を宣告し、トーラは失職。上告するにはペレ・アラゴネス副首相が首相代行になることが前提となっている。

## 政策
トーラはカタルーニャの独立を支持している。かつてはカタルーニャ主義を標榜するカタルーニャ民主連合(UDC)と友好関係にあり、後にはカタルーニャ共和主義左翼(ERC)から派生したReagrupamentと友好関係にあった。トーラは特定の政党の一員ではない。独立派の選挙連合であるジュンツ・パル・カタルーニャの主要構成者であるカタルーニャ・ヨーロッパ民主主義党(PDeCAT)の一定の政策については懸念を示している。カタルーニャの独立を強硬に主張する人民統一候補(CUP)とも良好な関係にあるとされている。

## 選挙歴
カタルーニャ自治州議会選挙
| 選挙           | 選挙区             | 政党（選挙連合）                       | 結果 |
| -------------- | ------------------ | -------------------------------------- | ---- |
| 2017年12月21日 | バルセロナ県選挙区 | 無所属（ジュンツ・パル・カタルーニャ） | 当選 |